# Meterana coctilis
Meterana coctilis là một loài bướm đêm trong họ Noctuidae.